# Fattore di smorzamento
Il fattore di smorzamento (in inglese damping factor), è un numero adimensionale, dato dal rapporto dell'impedenza dell'altoparlante {\displaystyle Z_{\mathrm {L} }} (carico o input) diviso l'impedenza interna dell'amplificatore {\displaystyle Z_{\mathrm {S} }} (output) vista ai suoi morsetti d'uscita. 
Generalmente gli amplificatori a stato solido (Transistor, Mosfet, IGBT) presentano un fattore di smorzamento superiore rispetto agli amplificatori a valvole.
Lo svantaggio delle amplificazioni valvolari consiste nella relativa elevata impedenza d'uscita offerta dal trasformatore d'accoppiamento stadio finale/altoparlante. Anche se oggi alcuni costruttori costruiscono amplificatori a valvole di tipo OTL (Output Transformer Less), cioè senza alcun trasformatore d'accoppiamento carico-stadio d'uscita, il fattore di smorzamento in un amplificatore valvolare è sempre limitato, a causa dell'elevata impedenza interna dei dispositivi a vuoto.
Dal punto di vista dell'audiofilo il fattore di smorzamento è una delle caratteristiche principali dalla quale dipende la qualità di un amplificatore.
Secondo alcuni audiofili un basso fattore di smorzamento minore di venti riduce quella sensazione di violento impatto tipica di uno strumento dal suono forte su uno strumento che sta suonando ad un volume molto più basso, impatto che se troppo debole allontanerebbe troppo il suono riprodotto dalla realtà.
Secondo altri audiofili un fattore di smorzamento troppo basso va a sporcare le basse frequenze producendo la sensazione di una gamma bassa troppo presente e poco controllata tanto che due amplificatori entrambi con i tre parametri di risposta in frequenza-guadagno-potenza esattamente identici appaiono molto diversi in gamma bassa se uno dei due ha un fattore di smorzamento troppo scadente. 
Quindi la bontà di un amplificatore è proporzionale al suo fattore di smorzamento che per un ascolto Hi-Fi dovrebbe superare abbondantemente il valore di 40 e non scendere mai sotto 20-25.
C'è da considerare che alcuni tipi di diffusori acustici sono meno sensibili al fattore di smorzamento (cassa chiusa) che altri (bass reflex) e che alcuni trasduttori (woofer) sono soggetti a rottura se utilizzati a volume elevato con amplificatori poco smorzanti.